# Voz de Grecia
La Voz de Grecia (Η Φωνή της Ελλάδας) es la radiodifusora internacional de  Grecia. Transmitía en griego, español, inglés, alemán, ruso, polaco, albanés, rumano, serbocroata, turco y árabe. Actualmente lo hace solamente en griego e inglés.

## Historia
La primera transmisión por onda corta de Radio Atenas (una estación pública inaugurada en 1938) fue durante la Guerra Greco-Italiana de 1940; cuando sus programas fueron difundidos desde un pequeño transmisor en el centro de Atenas hacia el frente de batalla y a los Balcanes. 
En 1947, después del fin de la ocupación alemana de Grecia, se creó un servicio especial de onda corta dirigido a Chipre, la Unión Soviética, los Balcanes, Turquía y Egipto. Se usó para ello un transmisor de  7.5 kW. Comenzaron a emitirse boletines de noticias en lenguas extranjeras, así como música. También se efectuaron transmisiones para los marinos griegos.
En 1972 se puso en funcionamiento dos transmisores de 110 kW en Avlis. En 1975 el servicio de onda corta empezó a llamarse la Voz de Grecia. Años después la emisora vino a formar parte de la ERT como ERA 5 - la Voz de Grecia.